# Ночлег Франсуа Вийона
«Ночле́г Франсуа́ Вийо́на» (англ. A Lodging for the Night: A Story of Francis Villon by Robert Louis Stevenson) — рассказ, написанный шотландским писателем Робертом Льюисом Стивенсоном; первое художественное произведение писателя, до того публиковавшего статьи и очерки (1877). Напечатан в журнале «Темпл-Бар» (Temple Bar) в октябре 1877 года. Вошёл в авторский сборник «Новые арабские ночи» (New Arabian Nights; 1882).

## Сюжет
Действие рассказа происходит «в последних числах ноября 1456 года, [когда] в Париже с нескончаемым, неутомимым упорством шёл снег». Франсуа Вийон — «нищий магистр искусств здешнего университета» и выдающийся французский поэт — привычно пьёт с приятелями и одновременно сочиняет «Балладу о жареной рыбе». После того как один из дружков (по-видимому, разозлившись на невезение в карточной игре) схватился за кинжал и пролил кровь, Вийон спешит уйти…
Помёрзнув на парижских улицах, Вийон со второй попытки находит ночлег — ему открывает старый рыцарь и аристократ Энгерран де ла Фейе. Остаток ночи проходит в беседах о жизни. На рассвете рыцарь с облегчением выпроваживает поэта. «Бесстыдный и бессердечный разбойник и бродяга» и «нудный старичок» — так характеризуют друг друга стороны диалога.

## Анализ
Автор сталкивает две противоположности: один — носитель рыцарской системы ценностей, другой — поэт, свободомыслящий человек и одновременно образчик безнравственности (бродяга, пропойца и вор).
Как отметил литературовед Михаил Урнов, «Стивенсон [в этом рассказе] не спешит с выводом и вовсе избегает назидания. Он готов и хочет подчиниться неумолимой логике объективного анализа».